# Angmar Montes
Gli Angmar Montes sono una formazione geologica sulla superficie di Titano.
Prendono il nome da Angmar, terra settentrionale nell'universo immaginario di Arda, creato dallo scrittore J. R. R. Tolkien.